# Verger d'Euclide

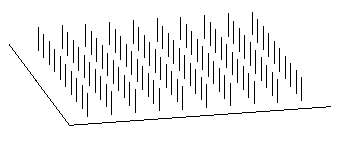
Verger d'Euclide en perspective cavalière.

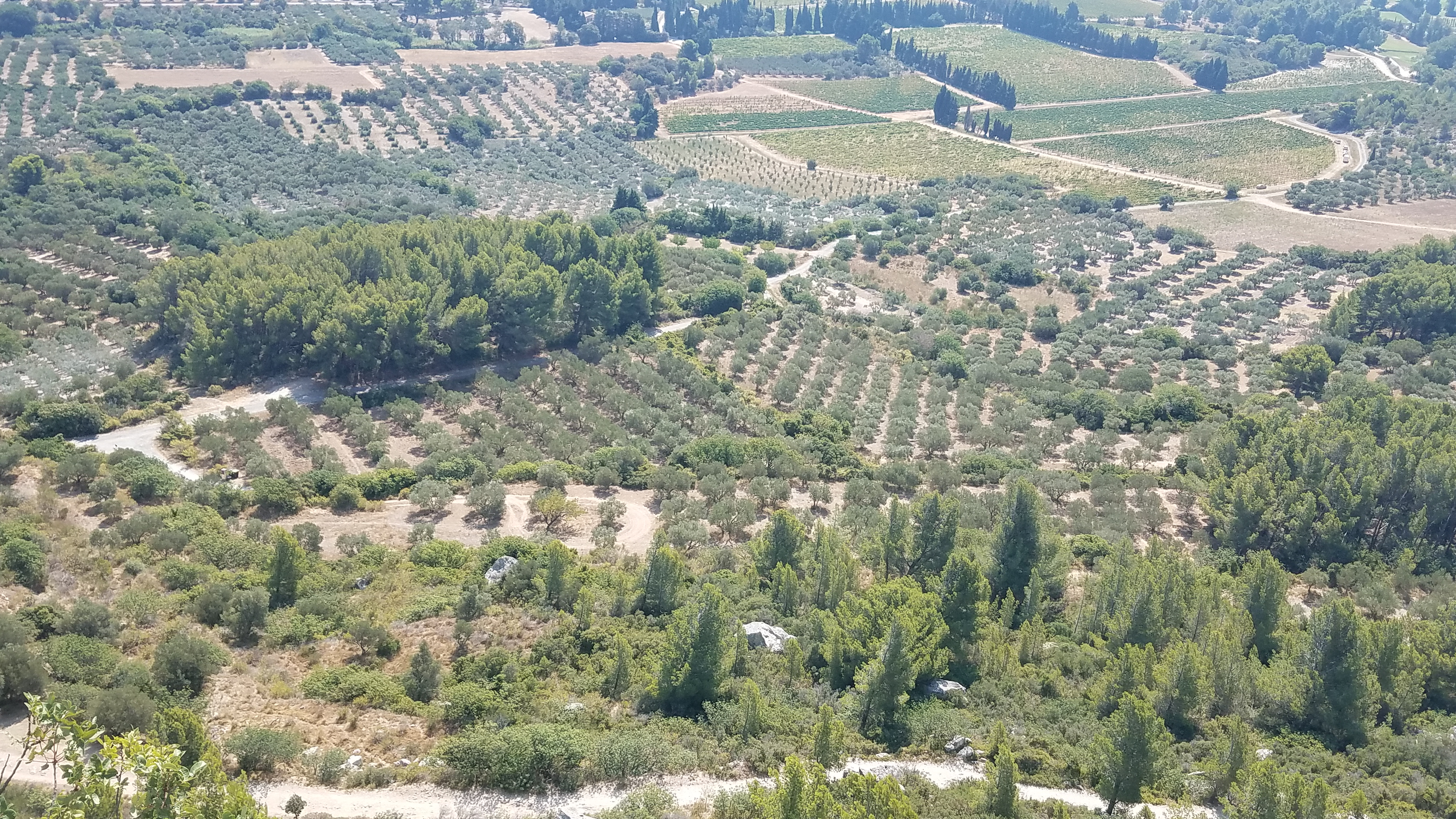
Plantations régulières d'oliviers aux Baux-de-Provence

En mathématiques, le verger d'Euclide est, de manière informelle, un tableau d'« arbres » de même hauteur  plantés aux nœuds d'un quadrant du réseau carré {\displaystyle \mathbb {Z} ^{2}} . 
Plus formellement, le verger d'Euclide est l'ensemble des segments de droite joignant le point (i, j, 0) au point (i, j, 1), où i et j sont des entiers strictement positifs.

## Propriétés

Vue de dessus ; les arbres marqués par un point bleu sont ceux qui sont visibles depuis l'origine.
Autre vue de dessus où les arbres sont étiquetés par la coordonnée x de leur projection sur le plan x + y = 1.
Vue du verger d'Euclide en perspective centrale centrée en l'origine, dans la direction de la première bissectrice (droite d'équation y = x). Les arbres rouges sont ceux à distance « vertico-horizontale » égale à 2 de cette bissectrice.

Les arbres visibles à partir de l'origine sont ceux dont la base est un point (m, n, 0), où m et n sont premiers entre eux, c'est-à-dire tels que la fraction m/n est irréductible. L'algorithme d'Euclide, qui permet de déterminer si deux entiers sont premiers entre eux, est à l'origine de l'appellation verger d'Euclide.
Si le verger est projeté depuis l'origine sur le plan x + y = 1 (ou, de manière équivalente, dessiné en perspective à partir d'un point de vue situé à l'origine), les cimes respectives des arbres forment le graphe de la fonction de Thomae. En effet, le point (m, n, 1) se projette en
{\displaystyle \left({\frac {m}{m+n}},{\frac {n}{m+n}},{\frac {1}{m+n}}\right).}

### Note
- (en) Cet article est partiellement ou en totalité issu de l’article de Wikipédia en anglais intitulé « Euclid's orchard » (voir la liste des auteurs).